# 巨狗脂鯉
巨狗脂鯉（学名：Hydrocynus goliath）也称巨虎鱼（英語：goliath tigerfish），是輻鰭魚綱脂鯉目脂鯉亞目鮭脂鯉科的其中一種熱帶淡水魚，分布於非洲剛果河、盧阿拉巴河、坦干伊喀湖、Upemba湖流域，體長可達133公分，棲息在底中層水域，以魚類等為食，生活習性不明，可作為食用魚。

## 扩展阅读
維基物種上的相關：巨狗脂鯉